# 5 mai dans les chemins de fer
5 avril 5 juin
Chronologies thématiques
- Croisades
- Sports
- Disney

Cette page concerne les événements qui se sont déroulés un 5 mai dans les chemins de fer.

## Événements

### XIXesiècle
- 1821 : en France, Louis-Antoine Beaunier demanda la concession d'une voie ferrée de Saint-Étienne à Andrézieux longue de près de 23 kilomètres.
- 1827 : aux États-Unis, première circulation de wagons de charbon sur la voie industrielle du Summit Hill and Mauch Chunk Railroad.
- 1835 : en Belgique, inauguration de la ligne de Bruxelles-Allée-Verte à Malines, première section du chemin de fer de Bruxelles à Anvers par les Chemins de fer de l’État belge[1] (Il s'agit de la première ligne de chemin de fer à vapeur du continent destinée au trafic de voyageurs. Dans le monde, c'est le deuxième chemin de fer à vapeur pour voyageurs, à trois classes, après le chemin de fer anglais).

### XXesiècle
- 1928 : en France, inauguration de la section La Tour-de-Carol-Puigcerda du transpyrénéen oriental (compagnie du Midi).

### XXIesiècle
- 2006 : au Viêt Nam, la compagnie ferroviaire vietnamienne annonce qu'elle va recevoir 40,3 millions d'euros du gouvernement français pour l'amélioration de la signalisation et l'électrification de la ligne entre Hanoï et Hô Chi Minh Ville, de façon à faire circuler des trains de voyageurs à 120 km/h et des trains de fret à 80 km/h